# Actilasioptera coronata
Actilasioptera coronata är en tvåvingeart som beskrevs av Gagne 1998. Actilasioptera coronata ingår i släktet Actilasioptera och familjen gallmyggor. Inga underarter finns listade i Catalogue of Life.